# 16 Близнецов
16 Близнецов (лат. 16 Geminorum, HD 45394) — одиночная звезда в созвездии Близнецов на расстоянии приблизительно 626 световых лет (около 192 парсеков) от Солнца. Видимая звёздная величина звезды — +6,22m.

## Характеристики
16 Близнецов — белая звезда спектрального класса A2Vs. Радиус — около 3,1 солнечных, светимость — около 57,7 солнечных. Эффективная температура — около 8913 К.